# Walter E. Massey

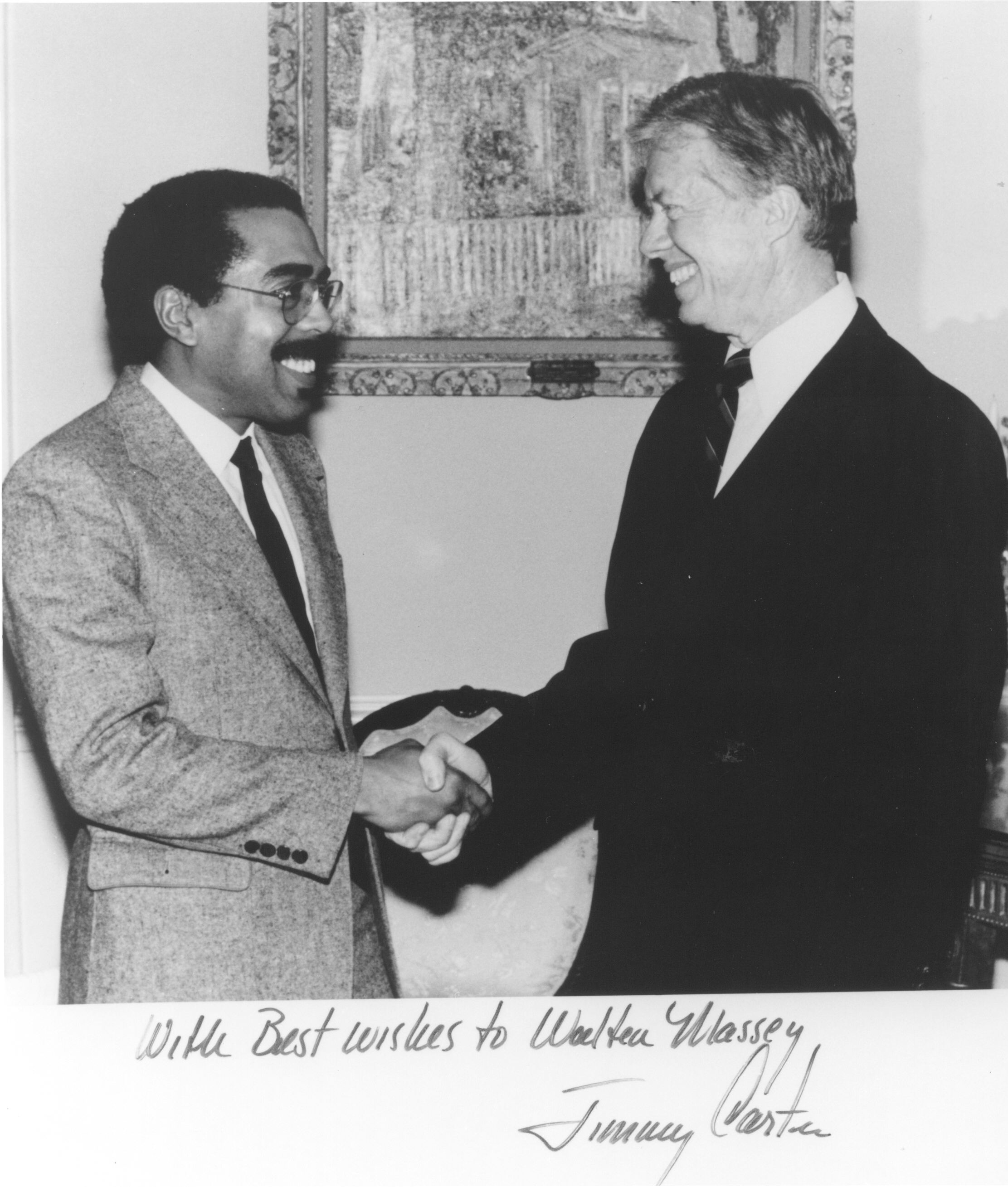
Walter E. Massey (links) mit US-Präsident Jimmy Carter (1980)

Walter Eugene Massey (* 5. April 1938 in Hattiesburg, Mississippi) ist ein US-amerikanischer Physiker und Wissenschaftsorganisator.

## Leben
Massey studierte Mathematik und Physik am Morehouse College in Atlanta, Georgia, und erwarb dort 1958 den Bachelor-Grad. 1966 wurde er an der Washington University in St. Louis mit einer Arbeit zur theoretischen Physik promoviert (Ph.D.). Anschließend war er bis 1968 Fellow am Argonne National Laboratory, wo er seine Arbeiten zur Theorie der Quantenflüssigkeiten fortsetzte, speziell zu flüssigem 4He und 3He (z. B.).
1970 wurde er als erster Afroamerikaner Professor für Physik an der Brown University, zunächst Associate Professor und ab 1975 bis 1979 ordentlicher Professor. Von 1972 bis 1975 war er Mitglied des National Science Board und von 1975 bis 1977 der National Science Foundation. Von 1979 bis 1984 war er Direktor des Argonne National Laboratory und von 1979 bis 1993 Professor für Physik sowie Vizepräsident für Forschung von 1983 bis 1991 an der University of Chicago.
Ende 1987 wurde er als erster Afroamerikaner zum Präsidenten der American Association for the Advancement of Science für das Jahr 1989 gewählt. Ab 1991 bis 1993 war er unter dem US-Präsidenten George H. W. Bush Direktor der National Science Foundation. Nach leitenden Stellungen an der California State University amtierte er von 1995 bis 2007 als Präsident des Morehouse College. Ab 2010 bis zu seiner Emeritierung war er Präsident der School of the Art Institute of Chicago.
Neben vielen anderen Positionen in staatlich geförderten  Forschungsorganisationen sowie in der Privatwirtschaft war er ab 1998 Mitglied und von 2009 bis 2010 Vorsitzender des Board of Directors der Bank of America.
1991 wurde er zum Mitglied der American Academy of Arts and Sciences sowie der American Philosophical Society gewählt. Er ist Ehrendoktor mehrerer Universitäten in den Vereinigten Staaten. 2019 erhielt Massey den Vannevar Bush Award der National Science Foundation.

## Schriften (Auswahl)
- W. E. Massey: Science education in the United States: what the scientific community can do. In: Science. Band 245, Nr. 4921, 1989, S. 915–921, doi:10.1126/science.2772643.
- Walter E. Massey: A success story amid decades of disappointment. In: Science. Band 258, Nr. 5085, 1992, S. 1177–1179, doi:10.1126/science.258.5085.1177.